# Новорубашкин
Новорубашкин — хутор в Зимовниковском районе Ростовской области.
Входит в состав Северного сельского поселения.

## География
На хуторе имеются две улицы: Животноводческая и Новорубашкинская.

## Население
Динамика численности населения
| 2002 |
| ---- |
| 197  |

| 2006 | 2007 | 2008 | 2009 | 2010 | 2011 | 2012 |
| ---- | ---- | ---- | ---- | ---- | ---- | ---- |
| 165  | ↗265 | ↘178 | ↗179 | ↘170 | ↗175 | →175 |